# Отечественное движение (партия)
Отечественное движение (хорв. Domovinski pokret) — хорватская правая парламентская политическая партия, основанная 29 февраля 2020 года Мирославом Шкоро.
Партия была основана под полным названием «Отечественное движение Мирослава Шкоро», а 6 февраля 2021 года было решено исключить имя Мирослава Шкоро из названия партии в связи с обретенным общественным признанием партии.

## О партии

### Главные ценности
- Хорватские национальные интересы и патриотизм
- Равенство граждан перед законом и органами государственного управления и самоуправления
- Уважение и защита традиционных семейных ценностей и жизни с момента зачатия
- Свобода вероисповедания и право на публичное свидетельство своей религии
- Поощрение национальной гордости, защита частной собственности и свободного предпринимательства
- Защита природы
- Поощрение творчества и уважение права ученых на свободное исследование без политического вмешательства
- Уважение права граждан свободно выражать свое мнение и убеждения
- Выступая за равное отношение ко всем тоталитарным режимам в соответствии с общей мировой и европейской демократической и законодательной практикой.

### Программа
Отечественное движение выступает за:
1. Сокращение доли бюджетных расходов в ВВП на один процент в каждом году, таким образом 15 миллиардов кун останутся в частном секторе
2. Изменение способа избрания Главного государственного прокурора, а также работы и организации Государственной прокуратуры путем создания Департамента по военным преступлениям, более сильной защиты осужденных граждан и безжалостной и эффективной борьбы с раком нашего общества, а именно с коррупцией, военной спекуляцией, приватизацей и экономическая преступностью, клиентелизмом и кумовством
3. Децентрализация и значительное сокращение количества министерств, реформа и территориальная реорганизация государственного управления, а также реализация экономически устойчивой системы, которая способствует соблюдению принципов надлежащего управления
4. Внесение изменений в избирательное законодательство, предполагающее изменение границ избирательных округов и количества льготных представителей с учетом количества избирателей, и введение электронного голосования, а также запрет «прогона жетонов» в хорватский парламент
5. Оживление сельских районов за счет строительства инфраструктуры и поощрения жилищного строительства и развития семейных ферм
6. Цифровизация государственной системы и экономики, полная интеграция ИТ и данных, а также защита граждан от киберпреступности
7. Реформа системы здравоохранения и медицинского страхования, которая должна повысить качество медицинского обслуживания и долгосрочную экономическую устойчивость этих систем.
8. Создание устойчивой модели самообеспечения в производстве продуктов питания, подключение производителей, государственных закупочных станций, и в первую очередь наша цель поставить отечественную продукцию на полки всех цепочек поставок за счет налоговых льгот
9. За снижение налогов и парафискальных сборов, а также репрессии налоговой системы и государственной инспекции по отношению к гражданам, хозяйству и конфискации и за усиление их консультативной роли
10. Создание государственного фонда демографии, который поможет семьям с тремя и более детьми и защитит доходы женщин, находящихся в декретном отпуске, а также обеспечит надбавку к пенсии всем матерям
11. Система образования, которая должна быть основана на положительном опыте хорватского образования, а также на использовании положительного опыта стран, лидирующих по качеству образования
12. За свободу научной, исследовательской и изобретательской деятельности, но и за включение научного сообщества во все виды технологического, экономического и социального развития
13. Для дальнейшего развития собственной программы производства оружия, боевых машин и судов для нужд хорватской армии и укрепления экономического и экспортного потенциала
14. За особую заботу о благополучии, здоровье и достоинстве всех хорватских граждан, что означает минимальную заработную плату в размере 5 000 кун, достойную жизнь на пенсии — за счет увеличения пенсии и постепенного введения доплат, таких как надбавка к пенсии для всех матерей
15. Особая забота о достоинстве хорватских ветеранов, решение вопроса пропавших без вести, выплата компенсаций узникам сербских концлагерей, четкие условия для Сербии в отношении вступления в Европейский Союз, возвращения награбленных культурных ценностей и архивных материалов, а также решение спорных пограничных проблем
16. Утверждение и содействие осуществлению референдума как неотъемлемого избирательного волеизъявления народа
17. Более полное включение хорватской эмиграции в экономическое, культурное и всестороннее развитие хорватского государства
18. Сделать спорт более доступным для населения, в первую очередь для молодежи, за счет финансовых стимулов, бесплатных медицинских осмотров и большей доступности спортивной инфраструктуры во всех частях Республики Хорватии.

## История

### Создание партии
«Отечественное движение» было основано 29 февраля 2020 года в отеле «Панорама» в Загребе . На учредительном собрании присутствовало 175 членов, в основном новые люди в политических кругах.

### Кандидаты на парламентских выборах в 2020 году.
Парламентские выборы 2020.
1. Избирательный округ: Златко Хасанбегович (ОД)
2. Избирательный округ: Мирослав Шкоро (ОД), Милан Врклян (ОД)
3. Избирательный округ: Давор Дретар (ДП)
4. Избирательный округ: Весна Вучемилович (ОД), Крешимир Бубало (ОД), Марио Радич (ОД)
5. Избирательный округ: Иван Пенава (ОД), Мариан Павличек (ГС), Ружица Вуковац (ОД)
6. Избирательный округ: Степо Бартулица (ОД), Желько Сачич (ГС)
7. Избирательный округ: Анте Пркачин (ОД)
8. Избирательная единица: никто (процент 4,83 % — победитель списка Карла Конта (нез.)
9. Избирательный округ: Хрвое Зеканович (HS), Каролина Видович-Кришто (нез.)
10. Избирательный округ: Ружа Томашич (HS)

Коалиция, собравшаяся вокруг «Отечественного движения», получила в общей сложности 16 мандатов, из которых 12 мандатов принадлежат членам ОД, а остальные 4 принадлежат «хорватским суверенистам» .

### Вхождение в парламент
Первая попытка объединения с «Блоком за Хорватию»
16 июля 2020 года было объявлено, что «Отечественное движение» объединится с «Блоком за Хорватию» во главе с Златко Хасанбеговичем. Все члены Блока, которые хотели бы присоединиться к ОД, который благодаря этому объединению получат место в Городской ассамблее города Загреба, и, таким образом, Хасанбегович также станет координатором ОД в Загребе и кандидатом от партии на выборах. мэр Загреба на местных выборах в 2021 году.
Позже выяснилось, что объединения не произошло и кандидатом на пост мэра Загреба в 2021 году стал сам Мирослав Шкоро, который вышел во второй тур против Томислава Томашевича от партии «Мы можем!», но потерпел поражение.

### Отставка Шкоро с поста председателя
20 июля 2021 года Мирослав Шкоро внезапно подал в отставку с поста президента «Отечественного движения». Партию возглавил Марио Радич в качестве исполняющего обязанности президента. С тех пор в партии вспыхнули острые внутрипартийные конфликты и её покинула Весна Вучемилович, сестра Мирослава Шкоро. Хотя Шкоро назвал причины своей отставки, многие сомневались в этих причинах. Многие СМИ связали новую ситуацию с «Живой стеной», где конфликт между Иваном Пернаром и Иваном Вилибором Синчичем привел к расколу и распаду партии, оставшейся без мандата в парламенте на парламентских выборах 2020 года.
В течение августа 2021 года продолжались внутрипартийные конфликты, и Шкоро все больше отдалялся от руководства ОД. Таким образом, некоторые члены партии встали на сторону Шкоро, а многие встали на сторону нынешнего руководства партии. Таким образом, внутрипартийный конфликт в партии обозначился двумя объединениями: последователями Шкоро и сторонниками руководства партии. Тем временем против Шкоро было начато дисциплинарное производство, а Роберт Паулетич, еще один видный член партии, покинул «Отечественное движение».
В интервью Nova TV 16 августа 2021 года Шкоро заявил, что ушел в отставку, потому что разочаровался в том, во что превратилась партия.

### Выход Шкоро из партии
Мирослав Шкоро покинул партию 19 августа 2021 года. В результате у партии осталось всего 8 мандатов. Два дня спустя он подтвердил, что запросил документы из ОД. После выхода Шкоры из партии рейтинг партии в опросе Crobarometra падает до 5 %.
В сентябре 2021 года Шкоро и Весна Вучемилович подтвердили, что они присоединяются к парламентскому объединению хорватских суверенистов (которые были в коалиции с «Отечественным движением» на парламентских выборах), что увеличило количество членов этого объединения с 4 до 6.
Также в сентябре 2021 года вновь было объявлено об объединении партии «Отечественное движение» и «Блока за Хорватию» во главе со Златко Хасанбеговичем. Ранее такого объединения в 2020 году не произошло.
9 октября 2021 года новым президентом партии стал Иван Пенава.

## Председатели партии
| Нет. | Нет.                                  | Имя | Имя                                  |  |
| ---- | ------------------------------------- | --- | ------------------------------------ |  |
| 1.   | Мирослав Шкоро                        |     | 29 февраля 2020 г. — 20 июля 2021 г. |  |
|      | Марио Радич (исполняющий обязанности) |     | 20 июля 2021 г. — 9 октября 2021 г.  |  |
| 2.   | Иван Пенава                           |     | 9 октября 2021 г. -                  |  |

## Выборы

### Выборы вХорватский сабор
| Выборы   | Количество голосов | %     | Количество депутатов в парламенте | Изменения | Статус в парламенте |
| -------- | ------------------ | ----- | --------------------------------- | --------- | ------------------- |
| 2020 год | 181 493            | 10,89 | 16                                | 16        | Оппозиция           |

### Руководство
Основным органом партии является Комитет «Родины», который на момент основания партии состоял из 18 членов:
1. Мирослав Шкоро — председатель партии, хорватский политик, предприниматель, экономист и музыкант.
2. Анита Фрейманн — профессор экономического факультета в Осиеке
3. Иван Крпан — психиатр, специалист по социальной психиатрии.
4. Игорь Петернель — политический обозреватель и преподаватель Карловацкого университета.
5. Звонимир Ловрич — заведующий отделением травматологии КБ Дубрава в отставке, ветеран Отечественной войны
6. Анте Рончевич — заведующий кафедрой экономики Университета Севера, ветеран Отечественной войны.
7. Иван Шушняр — преподаватель экономического факультета Загребского университета
8. Милан Врклян — преподаватель медицинского факультета Загребского университета, руководитель Института «Младен Сексо» KBC Сестрер милосердия, президент Хорватского эндокринологического общества и Хорватского общества эндокринологической онкологии, президент Национальной комиссии по стратегии лечения сахарного диабета, основатель и первый командир 119-й бригады ГВ (впоследствии 9 ГБР)
9. Весна Вучемилович — экономист с большим опытом управления маркетинговыми агентствами.
10. Динко Шкегро — терапевт в КБ Merkur
11. Никола Грабовац — винодел, агроном и предприниматель из Имотски, аспирант
12. Марио Радич — предприниматель, совладелец и президент NO Pevex
13. Марин Топич — предприниматель, художественный и военный фотограф.
14. Йосип Йович — журналист, публицист, обозреватель «Slobodna Dalmacija»
15. Миленко Чурич — предприниматель и менеджер Мирослава Шкоро.
16. Стипо Млинарич Чипе — легендарный защитник Вуковара, член взвода Турбо с Трпинской дороги.
17. Ведран Мликота — известный актер
18. Иво Энджинги — известный винодел

Среди членов Комитета Родины 10 кандидатов наук (более половины членов правления), из них 5 кандидатов экономических наук. Больше университетских профессоров, предпринимателей, ученых, художников, врачей, хорватских ветеранов. Члены правления ранее не участвовали в политике.

### Региональные представители партии
- Истарская жупания — Ромина Алишич Црнокрак
- Бьеловарско-Биелогорская жупания- Марин Дешкин
- Копривничко-Крижевачкая жупания — Карло Посавец
- Сплитско-Далматинская жупания — Никола Грабовац
- Дубровачко-Неретванская жупания — Домагой Франич
- Шибенско-Книнская жупания — Звонко Пешич